# Како
Како (лат. Cacus) је назив божанства у римској митологији.

## Митологија
Како је био Вулканов син чудовишног изгледа који је живео у једној пећини. Чинио је убиства и друга злодела по околини, а када је једном Херкул уморан заспао на обали Тибра, Како му је украо четири краве и четири бика. Како би заварао траг, вукао је говеда за репове и унатрашке их увео у пећину. Када се пробудио, Херкул је почео потрагу за говедима, али су га у први мах трагови збунили. Међутим, ипак је успео да их нађе, према једној верзији уз помоћ Какове сестре Каке. Тада је отпочела борба између хероја и чудовишта које је бљувало дим и ватру на Херкула. Ипак, Херкул је победио и задавио чудовиште. Потом је подигао жртвеник богу Јупитеру.

## Култ
У култу је повезан са својом сестром Каком. И њему и њој су Весталке указивале почасти, па то указује да је вероватно првобитно поштован као божанство ватре или херој неког дела Рима. Касније је његов култ, првенствено везан за Палатин (где се налазе и тзв. „Какове степенице“) потиснуо грчки херој Еуандар у подножје Авентина, где се веровало да је Како живео.